# Balabanu
Balabanu è un comune della Moldavia situato nel distretto di Taraclia di 959 abitanti al censimento del 2004.